# Actiones honorariae
Actiones honorariae – powództwa urzędnicze, oparte na prawie urzędniczym. W prawie rzymskim grupa powództw przyznawanych przez urzędników wyposażonych we władzę jurysdykcyjną (np. pretora) ale nieznajdujących oparcia w ius civile. Rozwój skarg urzędniczych przypada więc na okres kiedy występował proces formułkowy.
Powództwa takie przedawniały się przeważnie z upływem jednego roku (actiones annales).

## Actiones honorariaea powództwa oparte na prawie pretorskim
Ponieważ najważniejszym urzędem jurysdykcyjnym w starożytnym Rzymie był pretor, większość powództw urzędniczych była oparta na prawie pretorskim. Stąd niekiedy pojęcie actiones honorariae utożsamia się z powództwami pretorskimi. Istniały jednak powództwa udzielane przez innych urzędników, np. edylów kurulnych (actiones aediliciae)

## Rodzaje powództw urzędniczych
Na szczególną uwagę, wśród powództw urzędniczych, zasługują:
1. actiones in factum conceptae - powództwa oparte na fakcie,
2. actiones ficticiae powództwa oparte na fikcji,
3. powództwa z przestawionymi powodami.